# Marc Rieper
Marc Rieper (født 5. juni 1968) er en dansk tidligere professionel fodboldspiller.
Han spillede i karrierens løb som forsvarsspiller for AGF, Brøndby IF, West Ham United og Celtic FC. Samtidigt opnåede han at deltage på landsholdet 61 gange, hvor han to gange scorede mål. Han nåede, at deltage ved EM i 1996 og VM i 1998, samt at vinde Confederations Cup 1995.
Marc Rieper var i 2006 medlem af AGF's bestyrelse, samt ejer af "Hotel, Café og Restaurant Philip" i Århus. Philip blev dog solgt i 2008 og lokalerne indgår nu i Ferdinand, som driver både restaurant, bar og hotel her i dag.
Marc er storebror til Mads Rieper.
I dag (2013) er Marc Rieper indehaver af tøjbutikken BA10 sammen med sin kone Charlotte Rieper.
I 2016 dukkede hans navn op i forbindelse med lækkede papirer fra et advokatfirma i Panama.